# Diploceraspis
Diploceraspis is een geslacht van uitgestorven amfibieën die tot een meter lang konden worden. Fossielen zijn gevonden in de Noord-Amerikaanse staat Ohio, de overblijfselen werden aangetroffen in aardlagen uit het Perm.

## Uiterlijke kenmerken
Diploceraspis had net als Diplocaulus een vreemde, hoekige kop. Het kan zijn dat deze diende om sneller door het water te glijden of als verdediging. Voor roofdieren was het moeilijk om Diploceraspis in te slikken. Ondanks deze grote kop had Diploceraspis een bek van normaal formaat, zoals men die ziet bij verwanten met een gewone kop als Keraterpeton. De ogen en de neusgaten zaten vooraan de snuit. Diploceraspis had een vrij plat en breed lichaam en een staart van gemiddelde lengte. Welke kleur Diploceraspis heeft gehad weet niemand omdat kleuren meestal niet fossiliseren.

## Levenswijze

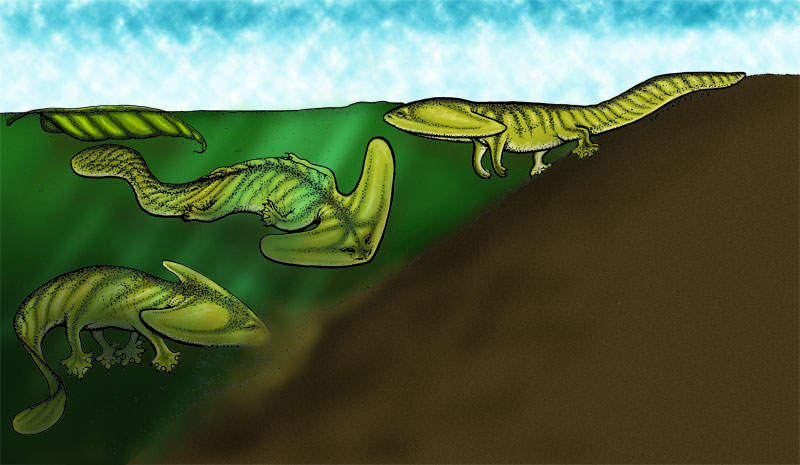
Een groep van Diploceraspis in het water.

Diploceraspis voedde zich waarschijnlijk met waterinsecten, kleine vissen en andere kleine waterdieren. Het kan zijn dat Diploceraspis zich in de modder begroef en van daaruit uitkeek naar overzwemmende vissen om vervolgens met een krachtige slag van zijn staart omhoog te schieten en de vis te grijpen. Men denkt dat Diploceraspis net als de meeste andere amfibieën eitjes in het water legde en dat de jongen er in de vorm van kikkervis-achtige diertjes uitkwamen.

## Fylogenie
Diploceraspis was van alle bekende amfibieën het nauwst verwant aan Diplocaulus. Diploceraspis en Diplocaulus delen vele kenmerken waardoor ze op het eerste gezicht vrijwel identiek zijn. Diploceraspis heeft bijvoorbeeld net als Diplocaulus de hoekige kop en het platte lichaam. De familie waartoe beide soorten behoren wordt de Keraterpetonidae genoemd. Niet alle dieren uit deze familie hadden deze hoekige kop. Keraterpeton en Diceratosaurus bijvoorbeeld niet. Men weet niet precies hoe de kop van Diploceraspis en Diplocaulus geëvolueerd is en welk lid van de Keraterpetonidae de directe voorouder van Diploceraspis en Diplocaulus was.

## Ecologie
Diploceraspis leefde samen met andere Lepospondyli als Diplocaulus en Phlegethontia. Ook zijn er in naburige staten resten gevonden van andere amfibieën als Eryops en Cacops en zoogdierachtige reptielen als Dimetrodon en Edaphosaurus.